# 登弗 (伊利諾伊州)
登弗（英語：Denver）是位於美國伊利諾伊州漢考克縣的一個非建制地區。該地的面積和人口皆未知。

## 地理
登弗的座標為40°17′26″N 91°06′25″W / 40.29056°N 91.10694°W，而該地的平均海拔高度為205米（即673英尺）。